# Golúbino (Vladímir)
|  | Per a altres significats, vegeu «Golúbino». |

Golúbino (en rus: Голубино) és un poble de l'óblast de Vladímir, a Rússia, segons el cens del 2010 tenia 6 habitants. Pertany al districte municipal de Sóbinka.